# Ујварски пашалук
Ујварски ејалет је назив османске провинције која је постојала на подручју данашње западне Словачке и делимично на подручју данашње северне Мађарске између 1663. и 1685. године. Главни град провинције био је град Ујвар (на словачком: Nové Zámky). 